# نقيل البياض (السدة)

تعديل مصدري - تعديل

نقيل البياض هي إحدى قرى عزلة الأعماس بمديرية السدة التابعة لمحافظة إب، بلغ تعداد سكانها 295 نسمة حسب تعداد اليمن لعام 2004.